# Гуелф
Гуелф (на английски: Guelph) е град в Канада, провинция Онтарио.
В града се намира администрацията на графство Уелингтън, като самият град не е в състана на графството, а съставлява отделна община.

## Личности
Родени в Гуелф
- Дейвид Кард (р. 1956), икономист
- Джон Маккрей (1872 – 1918), писател

Починали в Гуелф
- Джийн Литъл (1932 – 2020), писателка